# Udo Breitbach
Udo Breitbach (* 1960 in Plaidt) ist ein deutscher römisch-katholischer Geistlicher und ehemaliger Kurienbeamter.

## Leben
Udo Breitbach studierte Theologie und Philosophie in Trier und München. 
Der Bischof von Trier, Hermann Josef Spital, spendete ihm 1986 die Priesterweihe. Er war in Trier und Saarbrücken in der Seelsorge tätig. Nach einem Studium des Kanonischen Rechts von 1989 bis 1991 an der Päpstlichen Universität Gregoriana war er von 1991 bis 1992 Vizerektor des Collegio Teutonico di Santa Maria dell’Anima. 1992 wurde er für die Bischofskongregation der römischen Kurie tätig. 1996 übernahm er zudem die Leitung des Hauses der Deutschen Bischofskonferenz in Rom. 1997 wurde er an der Gregoriana zum Doktor des kanonischen Rechts promoviert. 
Papst Benedikt XVI. ernannte ihn am 25. Januar 2012 zum Untersekretär der Kongregation für die Bischöfe, für die er schon seit 1992 arbeitete. Am 29. Juni 2023 wurde Breitbach in dieser Funktion durch Ivan Kovač abgelöst.

## Ehrungen
- Ernennung zum Päpstlichen Ehrenkaplan durch Papst Johannes Paul II. (1996)
- Ernennung zum Ehrenprälaten Seiner Heiligkeit durch Papst Benedikt XVI. (2005)[3]
- Auszeichnung mit dem Ehrentitel Apostolischer Protonotar durch Papst Franziskus (2023)[4]

## Schriften
- Die Vollmacht der Kirche Jesu Christi über die Ehen der Getauften. Zur Gesetzesunterworfenheit der Ehen nichtkatholischer Christen, Rom 1998, ISBN 88-7652-786-9.